# Alfa Romeo Giulia TZ
L'Alfa Romeo Giulia TZ (conosciuta anche come Alfa Romeo TZ o Tubolare Zagato) è stata un'autovettura da competizione prodotta dall'Alfa Romeo dal 1963 al 1965.

## Il contesto
Nel 1954 l'Abarth entrò in contatto con l'Alfa Romeo, tramite la Ghia di Mario Boano, per la realizzazione di una vettura da record, su motorizzazione 1900. Pochi mesi dopo Boano lasciò la Ghia e Carlo Abarth iniziò a contattare direttamente la dirigenza tecnica del Portello con cui concordò la realizzazione di una successiva auto da record, con motore derivato dalla Giulietta.
Tale vettura, completata nel 1957, era dotata di telaio tubolare, carrozzeria aerodinamica in alluminio a guida centrale della Pininfarina e motore Alfa Romeo con cilindrata ridotta a 1088 cm³, allo scopo di tentare i record per la categoria 1100. Nello stesso anno, sul circuito di Monza, la Abarth-Alfa Romeo 1100 Pininfarina Record riuscì a conquistare 6 record di velocità, prima di uscire dalla pista a causa della rottura di alcuni raggi delle ruote.
La vettura semidistrutta fu ricoverata al Portello e, qualche anno più tardi, quel telaio tubolare servì da base per la progettazione della futura TZ.

## La prima versione TZ
La prima versione della TZ è spesso chiamata impropriamente TZ1, per distinguerla dalla successiva TZ2.
Progettata in Alfa Romeo da Orazio Satta Puliga e Giuseppe Busso, la TZ è stata prodotta in collaborazione con l'Autodelta, che provvedeva all'elaborazione dei propulsori a all'assemblaggio, con la SAI Ambrosini, incaricata di realizzare i telai tubolari, e con la Zagato, incaricata di formare la carrozzeria con struttura tubolare, concettuale evoluzione della Giulietta SZ coda tronca.
Montava il motore bialbero Alfa Romeo con cilindrata di 1570 cm³ derivato da quello della Giulia TI a doppio albero a camme, alimentato con due carburatori orizzontali doppio corpo Weber da 45 DCOE erogava una potenza di 112 bhp (82 kW) a 6500 giri/minuto (nel modello stradale), che arrivarono fino a 160 bhp (118 kW) nelle versioni elaborate per le competizioni.
Il telaio era tubolare in acciaio al nickel-cromo con sezioni che variavano tra i 20 e i 30 mm dal peso di 62 kg, abbinato all'affidabile meccanica della Giulia, freni a disco sulle quattro ruote, cerchi ruota in lega di magnesio e sospensioni indipendenti, contenendo il peso in soli 660 kg, raggiungendo una velocità massima superiore a 215 km/h. La vettura fu progettata sia per l'uso stradale che per le competizioni. L'ultima versione montava un propulsore di 119 kW. Il motore fu installato nella scocca con lieve inclinazione a sinistra di 15° rispetto alla verticale, per massimizzare l'afflusso dell'aria di raffreddamento.
Il profilo aerodinamico era innovativo; per incrementare le prestazioni si applicò un disegno a coda tronca, basandosi sugli studi aerodinamici di Wunibald Kamm (soluzione conosciuta anche come Kammback), e studiata in contemporanea anche da Zagato su alcune Giulietta SZ. Nella sua massima evoluzione, la TZ raggiungeva nella versione da corsa una velocità di circa 240 km/h.
Il modello debuttò nel novembre del 1963 al Tour de Corse: due vetture costrette al ritiro per incidente e rottura di un braccio della sospensione ma il primo successo non tardò ad arrivare. Il 24 novembre, sempre del 1963, all'Autodromo di Monza in una competizione organizzata dalla FISA, la TZ si impose, occupando i primi quattro posti nella categoria prototipi (nell'ordine: Bandini, Bussinello, Baghetti, Sanesi). Dopo l'omologazione vinse molte altre gare in Europa ed Nord America. Tra il 1963 ed il 1965 furono prodotti 112 esemplari che consentirono l'omologazione nella categoria Sport 1600.

## TZ2

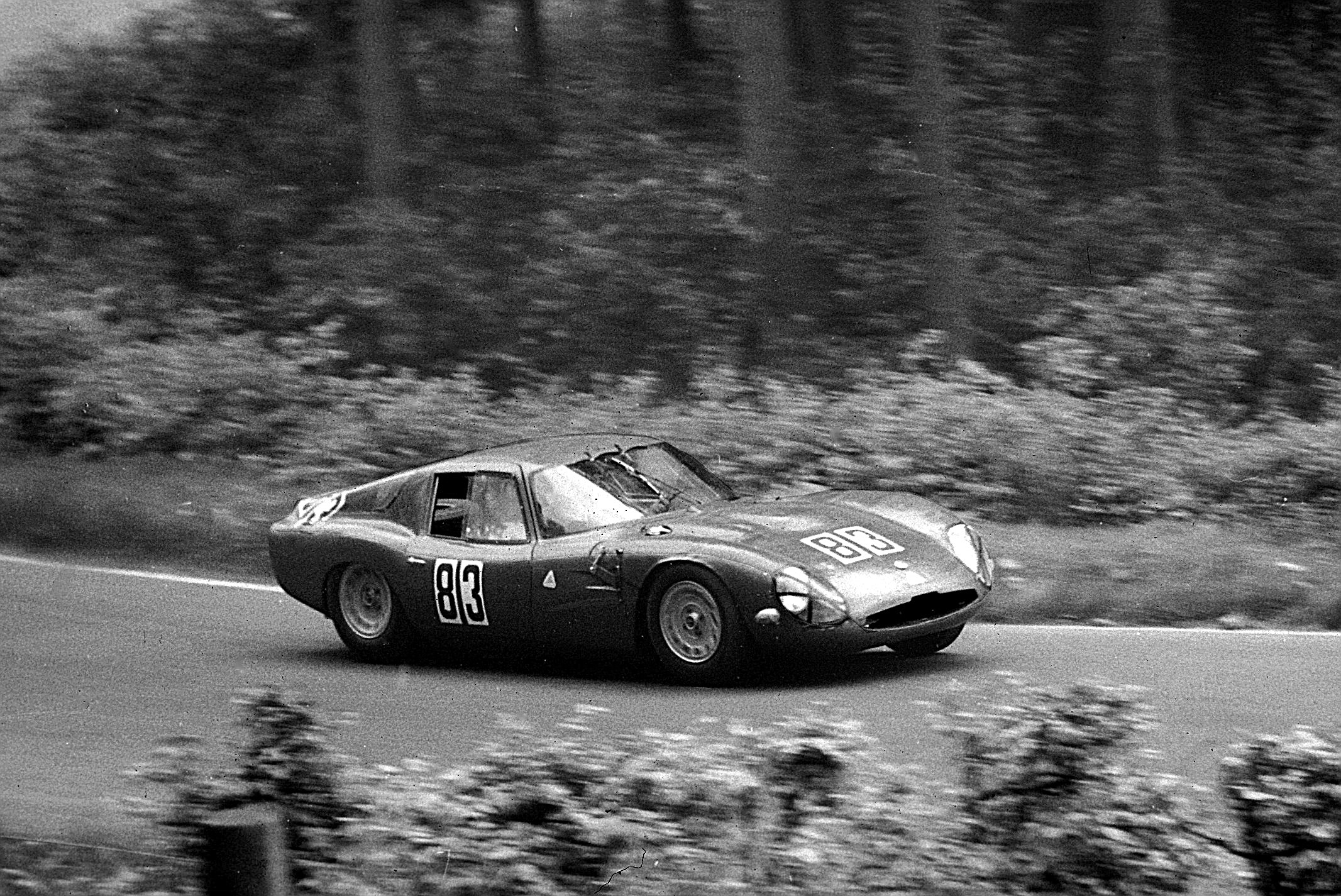
1965 Nürburgring

Il lancio della sua erede, la "TZ2", avvenne al Salone di Torino alla fine del 1964 e raggiunse il pieno successo agonistico tra il 1965 e il 1966. Si lavorò sul fronte dell'abbassamento e dell'alleggerimento della vettura ottenendo un peso di 620 kg, grazie anche alla carrozzeria realizzata in fibra di vetro che fu anche rivista aerodinamicamente per abbassare il coefficiente di penetrazione.
Anche la carrozzeria di questo è opera della Carrozzeria Zagato e nel 1965 l'Autodelta assunse il ruolo di Squadra Corse ufficiale. Realizzata solo in versione da competizione, montava un motore da 170 bhp (127 kW) a 7600 giri/minuto dotato di accensione con doppia candela (Twin Spark), con valvole maggiorate e lubrificazione a carter secco. La vettura raggiungeva una velocità massima di 245 km/h.

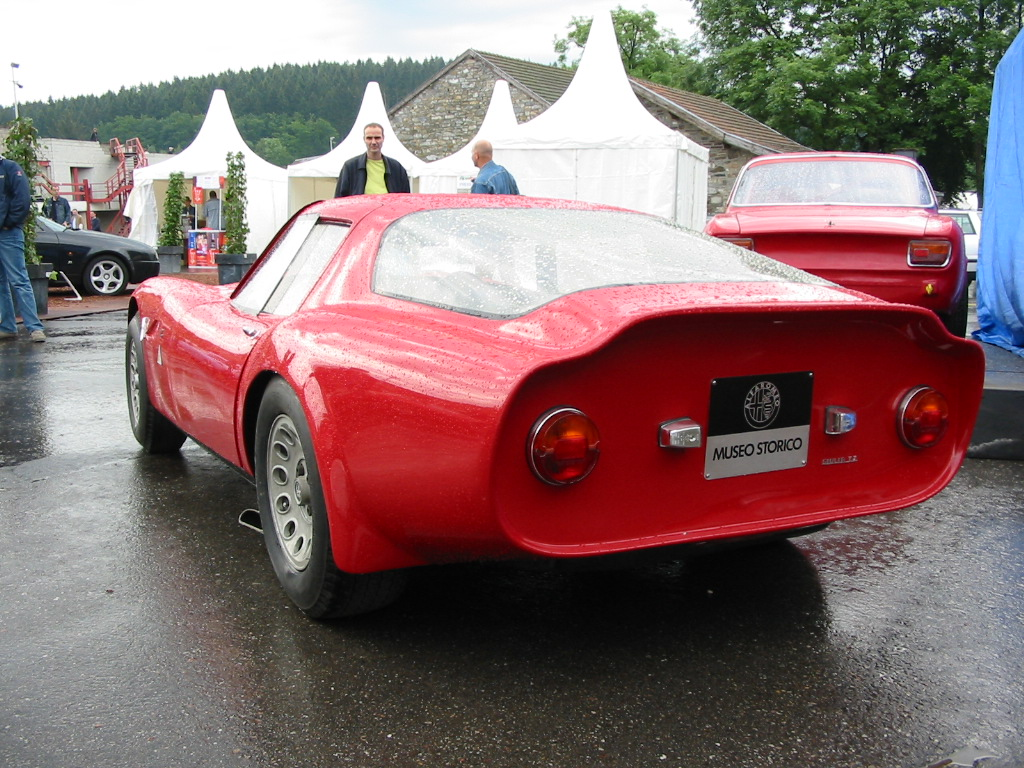
vista posteriore della Giulia TZ2

La TZ montava un lunotto diviso in tre parti, mentre in questa evoluzione il vetro era unico. Lo sviluppo della vettura terminò alla fine nel 1965, quando il nuovo regolamento sportivo internazionale decretò il limite di 500 esemplari prodotti per la categoria "GT" e di 50 per la categoria "Sport", relegando la "TZ2" nella categoria "Prototipi". Anche per motivi di immagine e ritorno di mercato, l'Alfa Romeo, quindi, abbandonò la "TZ2" per dedicarsi allo sviluppo della "GTA" e alla categoria Turismo insieme alle Tipo 33 due litri in quella Prototipi.
Furono costruiti solamente 9 esemplari della "TZ2", con i numeri di telaio 104 (prototipo), 106, 110, 111, 112, 113, 115, 116 e 117. Il telaio n. 114, venne utilizzato dalla Pininfarina per carrozzare il prototipo "Giulia Sport", presentato al Salone dell'Automobile di Torino nel novembre 1965 e disegnato da Aldo Brovarone. Il telaio n. 101 fu carrozzato da Bertone, su disegno di Giorgetto Giugiaro, divenendo il celebre prototipo "Canguro" del 1964, al quale verrà ispirato il prototipo della futura "Montreal".

## L'eredità: TZ3 Corsa e TZ3 Stradale

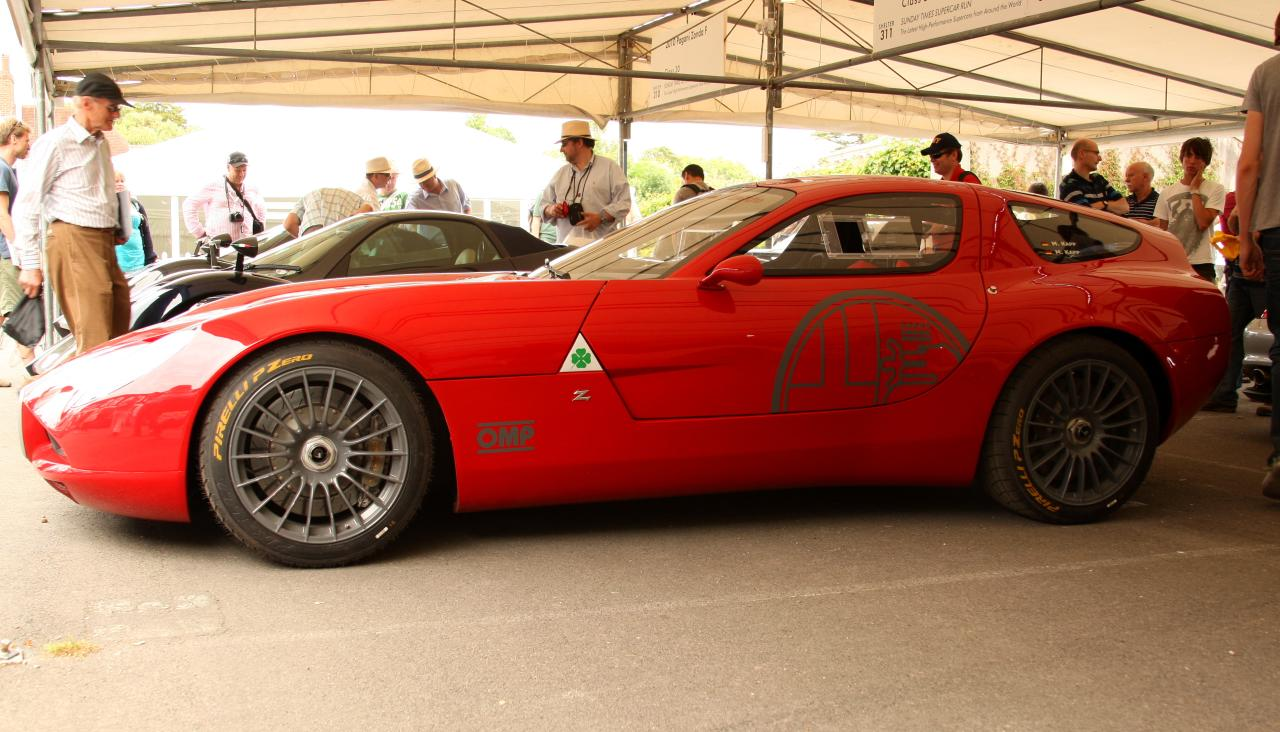
Alfa Romeo TZ3 Corsa

L'Alfa Romeo TZ3 Corsa, che riprende il nome delle vetture storiche, è stata presentata all'edizione 2010 del Concorso d'eleganza Villa d'Este, in onore dei 100 anni della casa del Biscione e ai 90 anni di collaborazione fra la Zagato e l'Alfa Romeo nelle competizioni.
Commissionata da un collezionista privato di Alfa Romeo firmate Zagato, e nata da una collaborazione con l'Alfa Romeo stessa, si tratta di un esemplare unico non omologato per la circolazione su strada.
Questa vettura possiede un peso di 850 kg grazie al telaio in fibra di carbonio e alla carrozzeria in alluminio battuta a mano e sviluppa 420 cavalli grazie al motore V8 di 4,2 litri derivato da quello dell'Alfa Romeo 8C Competizione.
È equipaggiata con un cambio sequenziale a 6 marce e le prestazioni dichiarate parlano di un'accelerazione da 0 a 100 km/h in 3"5 e una velocità superiore ai 300 km/h.
Nel 2011 la Zagato ufficializza la consegna del primo di 9 esemplari della versione stradale della TZ3 Corsa, denominata quindi TZ3 Stradale, su base Dodge Viper grazie al matrimonio Fiat-Chrysler.